# 彼得堡 (北达科他州)
彼得堡（英語：Petersburg），是美国北达科他州納爾遜縣的一個市鎮。根据2010年美国人口普查，该市有人口192人。2013年估计该市有人口189人。